# Svenska Maskinmässan

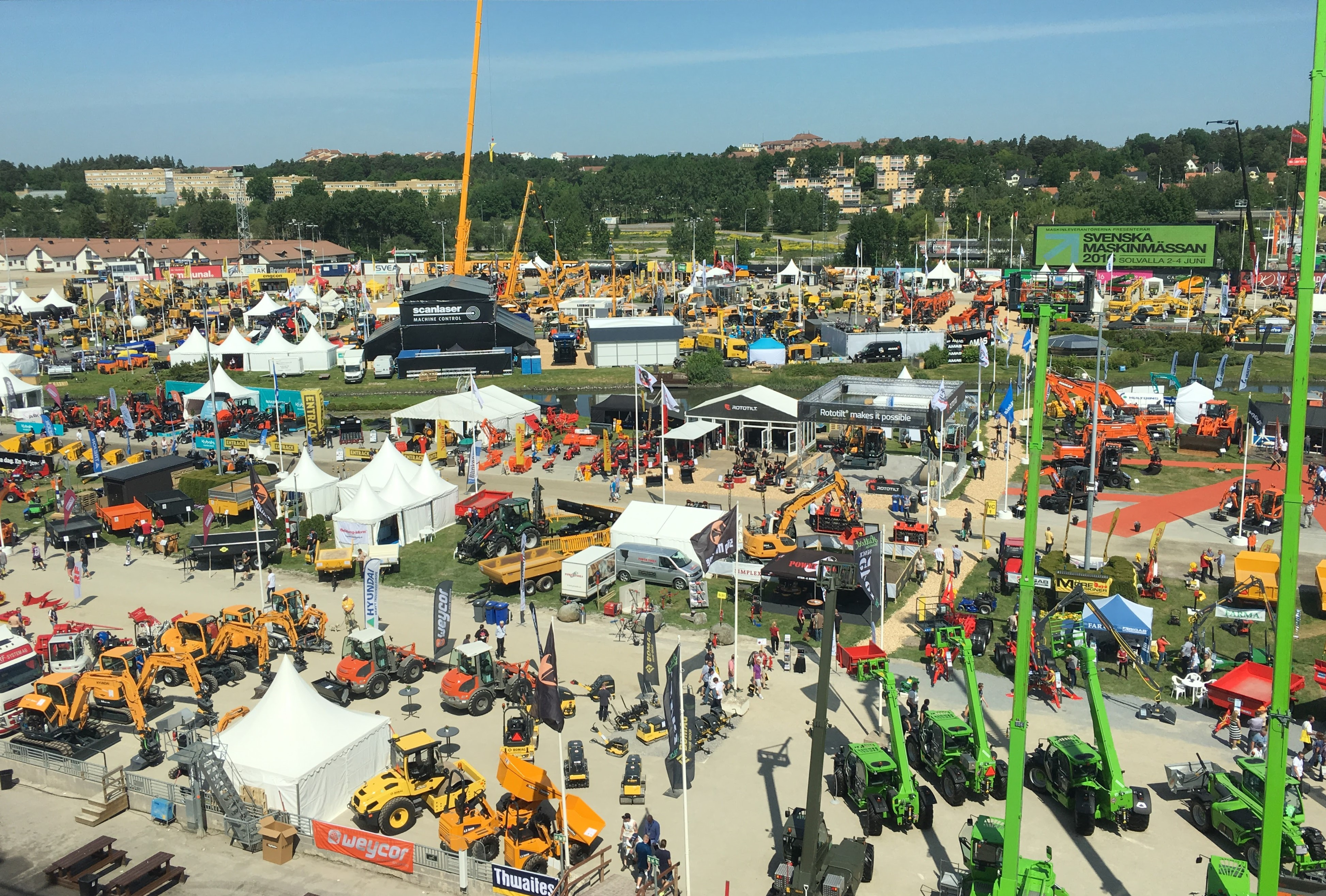
Vy över mässområdet. Svenska Maskinmässan 2016 på Solvalla.

Svenska Maskinmässan är en fackmässa i Sverige för bygg- och anläggningsmaskiner och vägunderhållsmaskiner, samt redskap och tillbehör till dessa. Mässan grundades och ägs av branschorganisationen Maskinleverantörerna. Endast företag som är anslutna till Maskinleverantörerna får delta som utställare på mässan. 

## Historik
Mässan hålls på Solvalla travbana i Stockholm. Första gången mässan genomfördes var den 2-4 juni 2016 med 11 740 besökare. Andra gången var 31 maj - 2 juni 2018. Besökarantalet 2018 var 12 775.  Tredje gången mässan genomfördes var den 2-4 juni 2022 med 11 270 besökare. Den fjärde upplagan av mässan ägde rum 30 maj - 1 juni 2024. 
Nästa mässa planeras till 2026.